# Nazionale femminile di pallanuoto della Croazia
La nazionale di pallanuoto femminile croata è la rappresentativa pallanuotistica della Croazia in campo femminile nelle competizioni internazionali.

## Storia
A differenza di quella maschile non ha mai ottenuto alcun successo internazionale e non si è mai qualificata alle Olimpiadi. Nel 2010 ha partecipato per la prima volta ai campionati Europei in quanto paese ospitante, partecipando poi grazie all'allargamento della competizione (da 8 a 12 partecipanti) a tutte le edizioni dal 2016 al 2024. Nel 2025 ha preso parte per la prima volta nella sua storia ai mondiali, chiudendo il torneo in tredicesima posizione.

## Risultati
Mondiali
- 2025 13°

Europei
- 2010 8º
- 2016 11º
- 2018 11º
- 2020 10º
- 2022 8º
- 2024 8º